# Clint Mansell

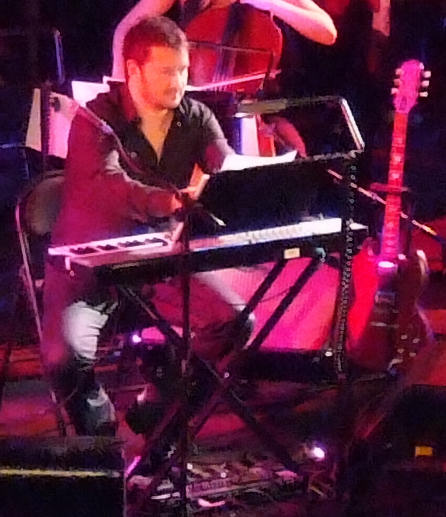
Clint Mansell (2009)

Clinton Darryl „Clint“ Mansell (* 7. Januar 1963 in Coventry, England) ist ein britischer Musiker und Filmkomponist.

## Leben
Mansell zählt zur jungen Generation der Filmmusiker. Seine Musik ist dominiert von elektronischen Elementen, die teilweise mit klassischen Elementen kombiniert werden, wie in seinem bekanntesten Score zu Requiem for a Dream, für den er mit dem Kronos Quartet zusammenarbeitete.
Er begann seine Karriere als Sänger und Gitarrist der Band Pop Will Eat Itself. Zur Filmmusik kam er über seinen Freund, den Regisseur Darren Aronofsky. Mansell vertonte für Aronofsky dessen Debüt Pi. Direkt darauf folgte ihre zweite Zusammenarbeit: Requiem for a Dream. Der Score wurde vielfach positiv aufgenommen und erhielt noch einmal zusätzliche Bekanntheit, als das Requiem-Hauptthema Lux Aeterna für den Trailer zu Der Herr der Ringe: Die Zwei Türme in einer orchestrierten Version verwendet wurde. Der Titel wurde später auch für die Trailer zu Zathura – Ein Abenteuer im Weltraum, The Da Vinci Code – Sakrileg, Babylon A.D. und Sunshine benutzt. Die im Trailer für den Film I Am Legend benutzte Musik stammt aus dem Film The Fountain und erinnert ebenfalls stark an diesen Score, der Titel ist hier Fatal Fantasy von den Music Junkies. Weitere Kooperationen mit Regisseur Aronofsky folgten.
Ebenfalls recht populär wurde ein Remix-Album des Requiem-Soundtracks, an dem sich bekannte Künstler wie u. a. Paul Oakenfold, Josh Wink, Jagz Kooner und Delerium beteiligten.
Des Weiteren war Mansell bei dem Stück Starfuckers, Inc. auf dem Album The Fragile der Nine Inch Nails Teil des Chores.
Mansell beteiligte sich ebenfalls am Soundtrack zum Science-Fiction-Videospiel Mass Effect 3.

## Filmografie (Auswahl)
- 1998: Pi
- 2000: Requiem for a Dream
- 2001: The Hole
- 2001: World Traveler
- 2001: Rain
- 2001: Knockaround Guys
- 2002: Mord nach Plan (Murder by Numbers)
- 2002: Every Night the Same Thing
- 2002: Sonny
- 2002: CSI: Miami (Fernsehserie, Episode 2x23 „MIA/NYC – Non Stop“)
- 2002: Abandon
- 2002: The Hire
- 2003: 11:14
- 2004: Sig det ikke til nogen… (Fernsehserie)
- 2004: Suspect Zero – Im Auge des Mörders (Suspect Zero)
- 2004: CSI: NY (Fernsehserie, Episode 1x00 „MIA/NYC – Non Stop“)
- 2005: Sahara – Abenteuer in der Wüste (Sahara)
- 2005: Liebe ist Nervensache (Trust the Man)
- 2005: Doom – Der Film (Doom)
- 2006: The Fountain
- 2007: Smokin’ Aces
- 2007: Der eisige Tod (Wind Chill)
- 2008: Vielleicht, vielleicht auch nicht (Definitely, Maybe)
- 2008: The Wrestler – Ruhm, Liebe, Schmerz (The Wrestler)
- 2008: The Calling
- 2009: L’affaire Farewell
- 2009: Blood: The Last Vampire
- 2009: Moon
- 2009: Lieber verliebt (The Rebound)
- 2010: Black Swan
- 2010: Last Night
- 2010: Faster
- 2011: United
- 2013: Stoker
- 2013: Drecksau (Filth)
- 2014: Noah
- 2015: High-Rise
- 2015: Man Down
- 2016: Black Mirror (Fernsehserie, Episode 3x04 San Junipero)
- 2017: Ghost in the Shell
- 2017: Loving Vincent
- 2018: Mute
- 2018: Happy New Year, Colin Burstead.
- 2018–2023: Titans (Fernsehserie)
- 2019–2023: Doom Patrol (Fernsehserie)
- 2020: Rebecca
- 2021: In the Earth
- 2021: She Will
- 2021: The Pursuit of Love (Miniserie, 3 Folgen)
- 2023: Sharper
- 2024: Love Lies Bleeding